# Szostakowice
Szostakowice – wieś w Polsce położona w województwie dolnośląskim, w powiecie wrocławskim, w gminie Siechnice.
Do 2024 r. miejscowość była przysiółkiem wsi Sulęcin. W latach 1975–1998 miejscowość należała administracyjnie do województwa wrocławskiego.

## Nazwa
W alfabetycznym spisie miejscowości na terenie Śląska wydanym w 1830 roku we Wrocławiu przez Johanna Knie wieś występuje pod polską nazwą Zokowicze, oraz niemiecką Schockwitz.